# Droga wojewódzka 415
Die Droga wojewódzka 415 (DW 415) ist eine zwölf Kilometer lange Droga wojewódzka (Woiwodschaftsstraße) in der polnischen Woiwodschaft Opole, die Zimnice Wielkie mit Krapkowice verbindet. Die Strecke liegt im Powiat Krapkowicki.

## Streckenverlauf
Woiwodschaft Opole, Powiat Krapkowicki
-  Zimnice Wielkie (Groß Schimnitz) (DK 45)
-  Dąbrówka Górna (Dombrowka a./Oder) (A 4, DK 45, DW 428)
- Rogów Opolski (Rogau)
-  Gwoździce (Gwosdzütz) (DK 45, DW 424)
-  Krapkowice (Krappitz) (A 4, DK 45, DW 409, DW 416, DW 423, DW 424)